# Toodyay
Toodyay, van 1860 tot 1910 Newcastle genoemd, is een plaats in de regio Wheatbelt in West-Australië. Het ligt in de vallei van de rivier de Avon.

## Geschiedenis
Oorspronkelijk leefden de Ballardong Nyungah Aborigines in de vallei van de rivier Avon. De Aborigines noemden de plaats Duidgee wat vermoedelijk "plaats van overvloed" of "plaats van mist" betekende. De plaatsnaam Toodyay werd afgeleid van Duidgee.
Het was 'ensign' Robert Dale die in 1830 als eerste Europeaan de vallei van de Avon ontdekte en verkende. Zijn verslagen getuigden over vruchtbaar land en degelijke watervoorraden. De daarop volgende jaren namen Europese kolonisten grondgebied in langs de Avon. In 1836 vertrokken James Drummond, kapitein Francis Whitfield en familieleden van Alexander Anderson vanuit Guildford naar de vallei van de Avon met een Nyungah-gids die Babbing heette. Ze ontdekten een mooie vallei die volgens Babbing Duidgee werd genoemd. Er ontstond een plaatsje dat de naam Toodyay kreeg, met een aantal private en overheidsgebouwen. Het lag in een bocht van de Avon maar overstroomde regelmatig.
In de jaren 1850 werden Britse gevangenen naar West-Australië overgebracht wegens een tekort aan landarbeiders. Vijf kilometer van Toodyay, op de tegenoverliggende oever, werd een gevangenendepot gebouwd. Toen landmeters in 1859 opmetingen deden om Toodyay uit te breiden had er weer een overstroming plaats. Er werd beslist om Toodyay te verhuizen tot naast het gevangenendepot. Het nieuwe plaatsje werd in 1860 opgemeten en Newcastle genoemd. Het gevangenendepot sloot in 1872. In 1887 werd een spoorweg geopend die Newcastle aandeed. Rond die periode werd ook goud gevonden in West-Australië. Dat veroorzaakte een bevolkingsaanwas en de vraag naar landbouwproducten uit de vallei van de Avon steeg.
In 1908 werd Newcastle middels een pijpleiding verbonden met het Northam-deel van het Goldfield Water-programma. In 1910 werd de naam Newcastle veranderd naar Toodyay, dit op vraag van de federale overheid, omdat in New South Wales reeds een Newcastle bestond. Het oorspronkelijke plaatsje Toodyay werd West Toodyay hernoemd. Tegen 1911 telde het district Toodyay 1.001 inwoners. In 1914 deed een zware droogte de productie van graan met 75% dalen, ook het aantal schapen daalde. De daaropvolgende Eerste Wereldoorlog deed veel mannen naar het front trekken en de landbouwproductie bleef laag. In 1921 werd een monument opgericht om de slachtoffers uit de Eerste Wereldoorlog te herdenken. Later zouden slachtoffers van andere conflicten worden toegevoegd.

## Beschrijving
Toodyay is het administratieve en dienstencentrum van het lokale bestuursgebied (LGA) Shire of Toodyay. Het heeft een gemeenschapszaal, de 'Toodyay Memorial Hall', een bibliotheek, een postkantoor, een districtsschool, een gemeenschapscentrum en verscheidene sportfaciliteiten.
In 2021 telde Toodyay 1.362 inwoners, tegenover 1.143 in 2006.

## Toerisme
Het historische Toodyay is door de National Trust geclassificeerd. Door zijn ligging is het een populaire dagtrip voor de inwoners van Perth.
- Het Newcastle Gaol Museum verhaalt over 'bushranger' Moondyne Joe, de familie Dorizzi en de Aborigines die ooit in het gevangenencomplex verbleven.
- Het Connor's Mill Museum is een industrieel museum en biedt onderdak aan het Visitor Centre.
- De Toodyay Living History Walking Trails zijn vier wandelingen langs zesendertig historische gebouwen in Toodyay.
- De Toodyay Pioneer Heritage Trail is een route in het spoor van de pioniers die naar Toodyay West trokken.
- De Avon Historic Tourist Drive is een autoroute langs de originele route die de pioniers namen tussen de eerste nederzettingen in de vallei van de Avon.
- De Toodyay Miniature Railway is 1,1 kilometer lang en het toeristische miniatuurtreintje wordt door zowel diesel, stoom als elektrische miniatuurlocs gesleept.
- Het Pioneer's Arboretum is een bomentuin met een aantal bomen die in West-Australië voorkomen.
- Er zijn verschillende kleinere natuurgebieden rondom Toodyay met bewegwijzerde wandelingen :

- Acacia Reserve Walk
- Balgaling Reserve
- Bilya Walk Track
- Coondle Reserve
- Dawn Atwell Nature Reserve
- Duidgee Park
- Gabadine Brook Reserve
- Golf Course Walk
- Grevillia Reserve
- Julimar Conservation Annex

- Majestic Heights Reserve
- Morangup Nature Reserve
- Panorama Reserve
- Pelham Reserve
- Rugged Hills Nature Reserve
- Rugged Hills Shire Reserve
- Wallaby Reserve
- Woodland Heights
- Wongamine Reserve

## Transport
Toodyay ligt op het kruispunt van de Toodyay en Toodyay-Northam Road die aansluiten op respectievelijk de Great Northern Highway en de Great Eastern Highway, 85 kilometer ten noordoosten van de West-Australische hoofdstad Perth en 25 kilometer ten noordwesten van Northam.
De Eastern Railway loopt door Toodyay. De MerredinLink, AvonLink en Prospector-treindiensten van Transwa vanuit Perth stoppen in Toodyay.

## Klimaat
Toodyay kent een mediterraan klimaat. Het dichtstbijzijnde weerstation is gelegen in Northam.

## Trivium: Toodyaypedia
Sinds 2013 werkt Toodyay aan zijn aanwezigheid op het wereldwijde web. Hiertoe hebben vrijwilligers van Wikipedia, de Toodyay Historical Society en de lokale gemeenschap meer dan zestig artikelen over historische gebouwen van Toodyay aangemaakt op Engelstalige Wikipedia. Op de gebouwen zijn QR-codes aangebracht die linken naar deze artikelen.

## Galerij

Historische gebouwen in Toodyay
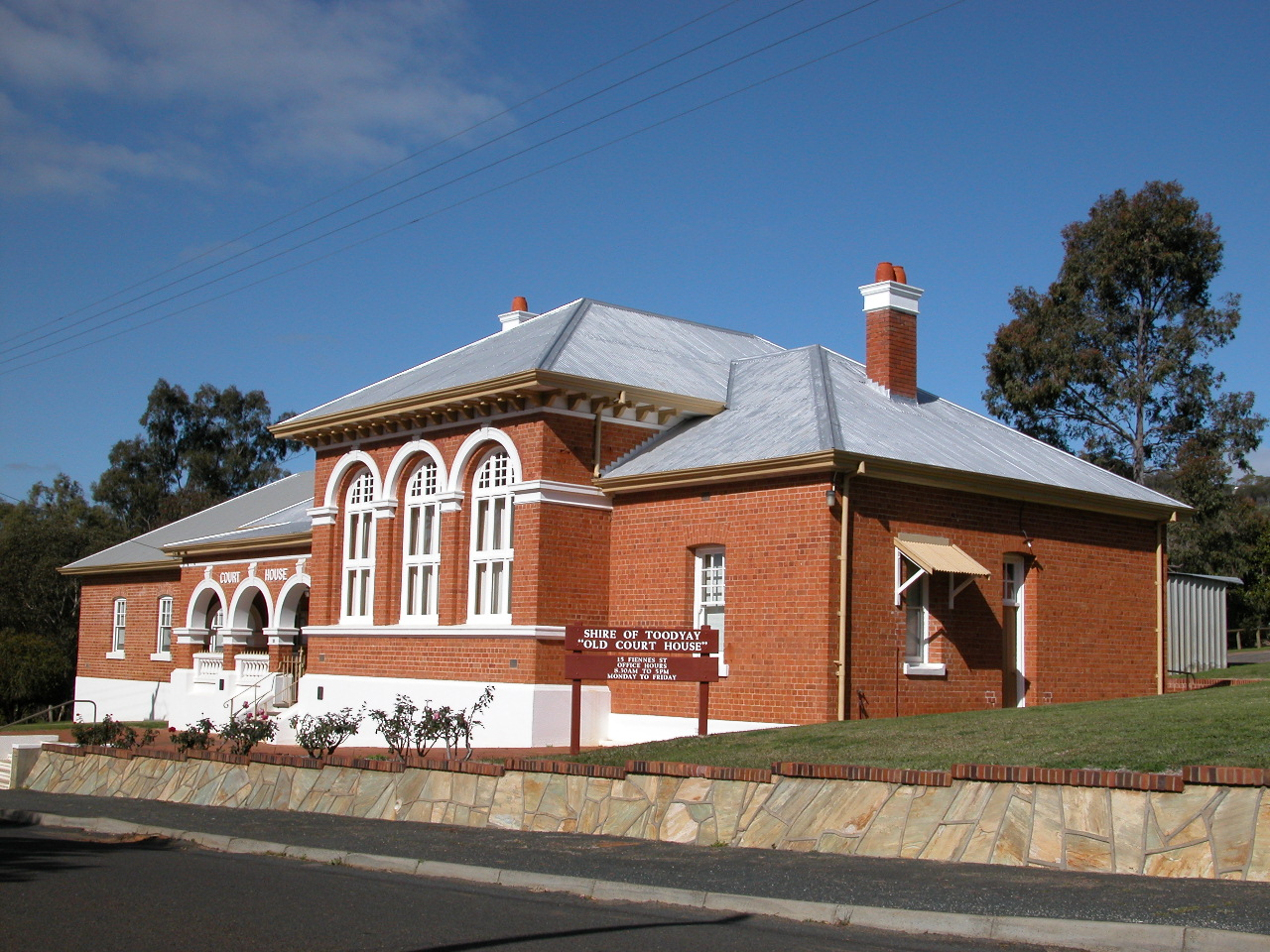
Voormalige gerechtsgebouw
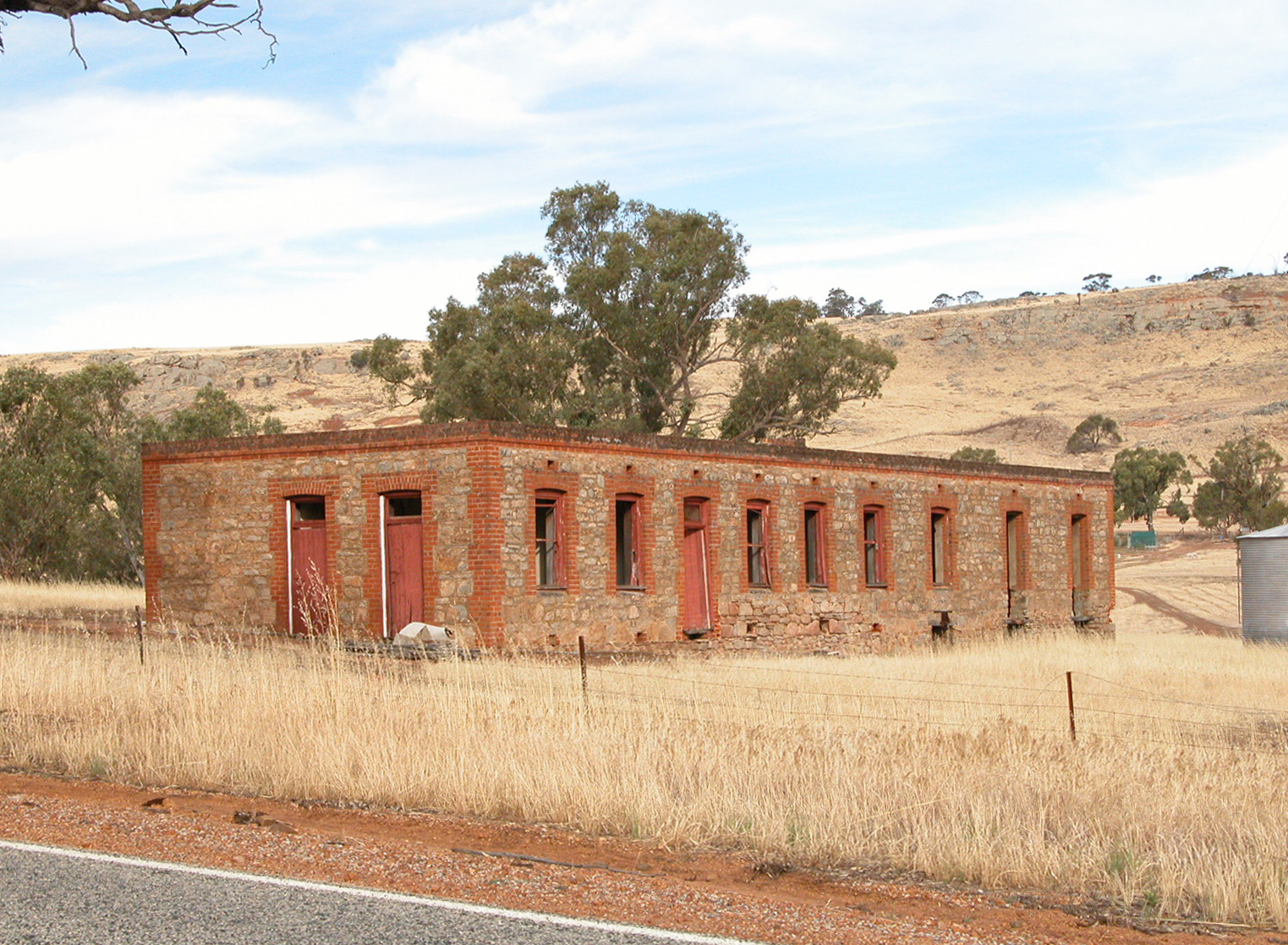
The Range Shearing Shed
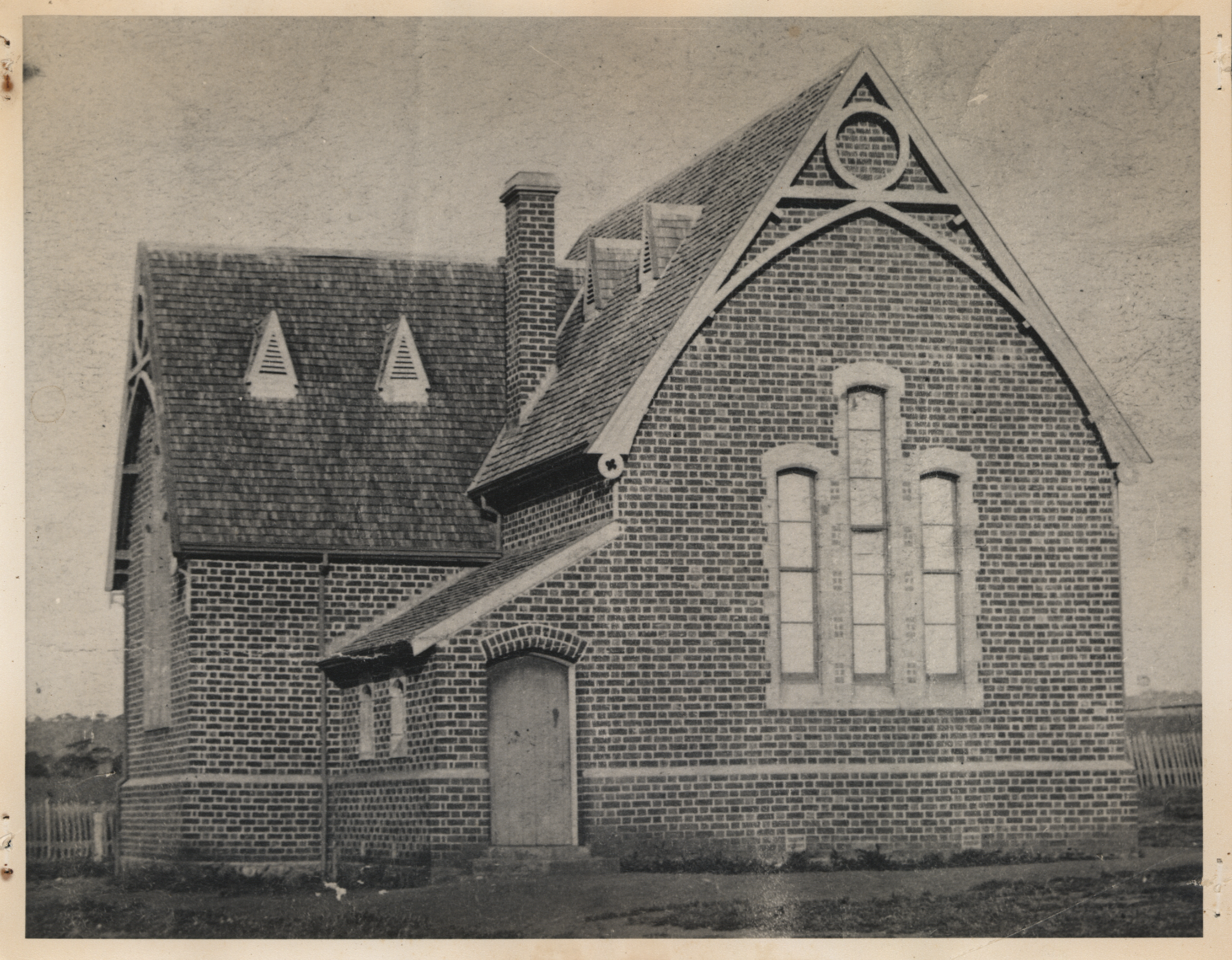
Voormalig schooltje van Newcastle
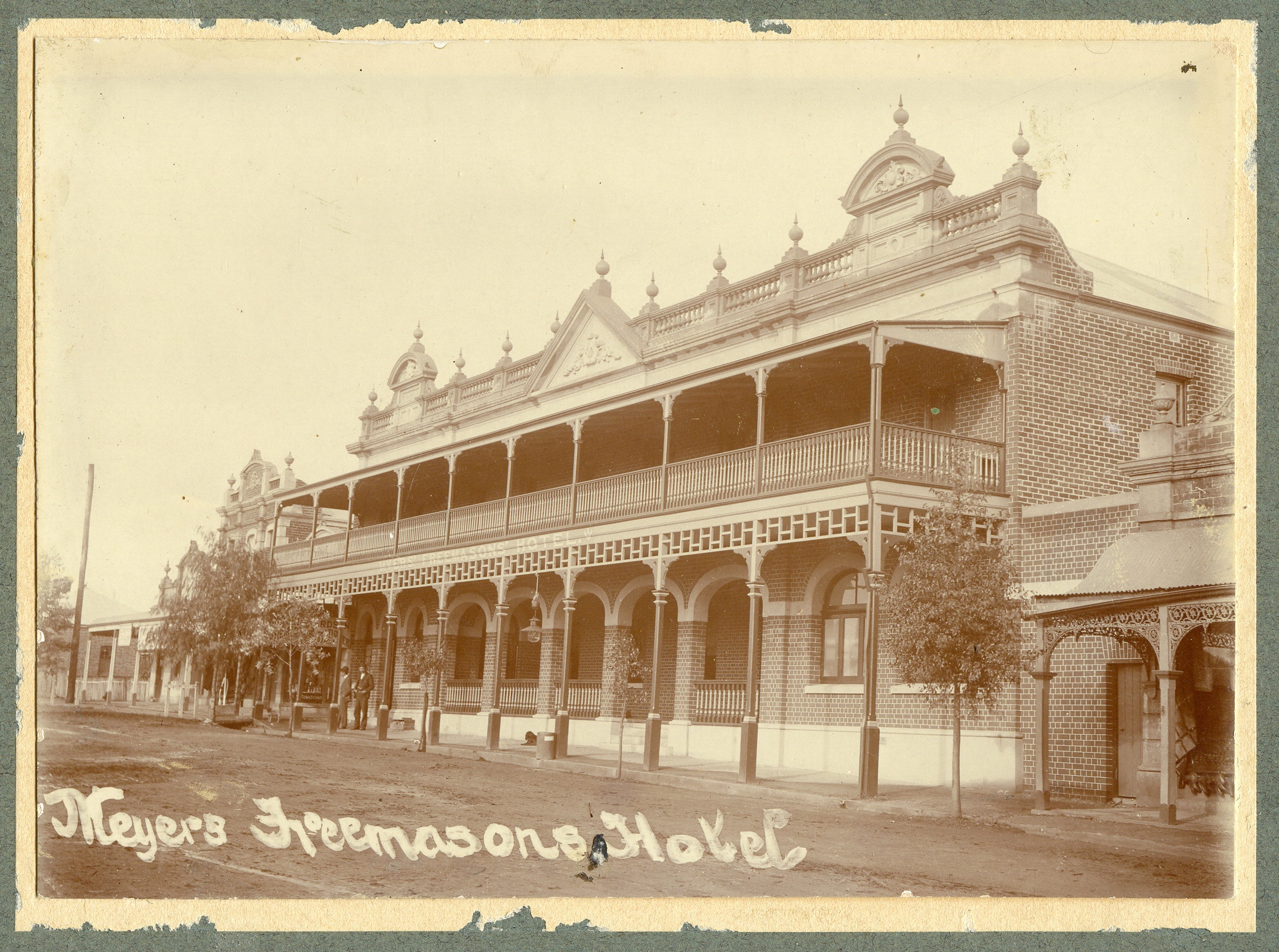
Freemasons Hotel
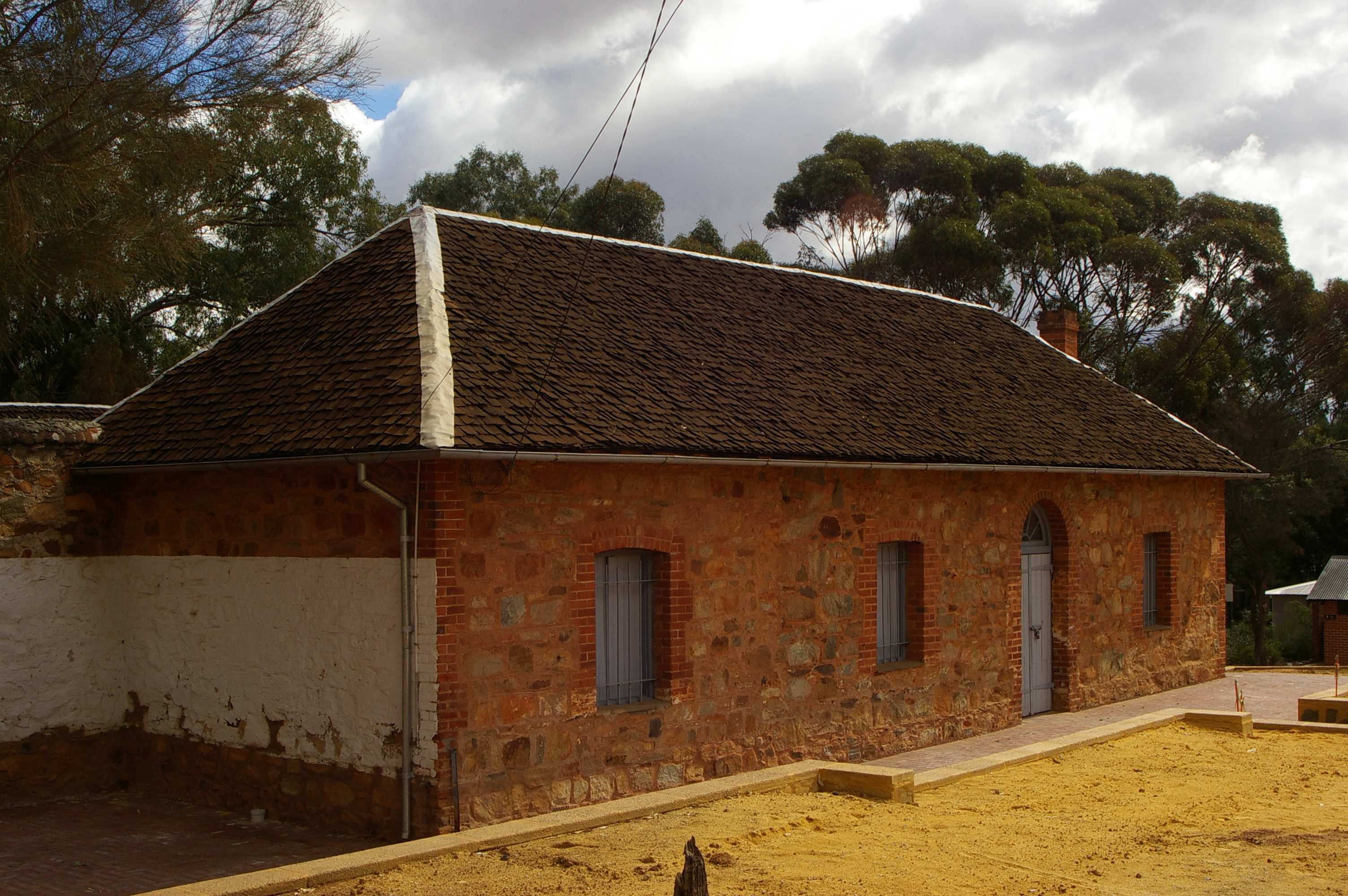
Voormalige gevangenis
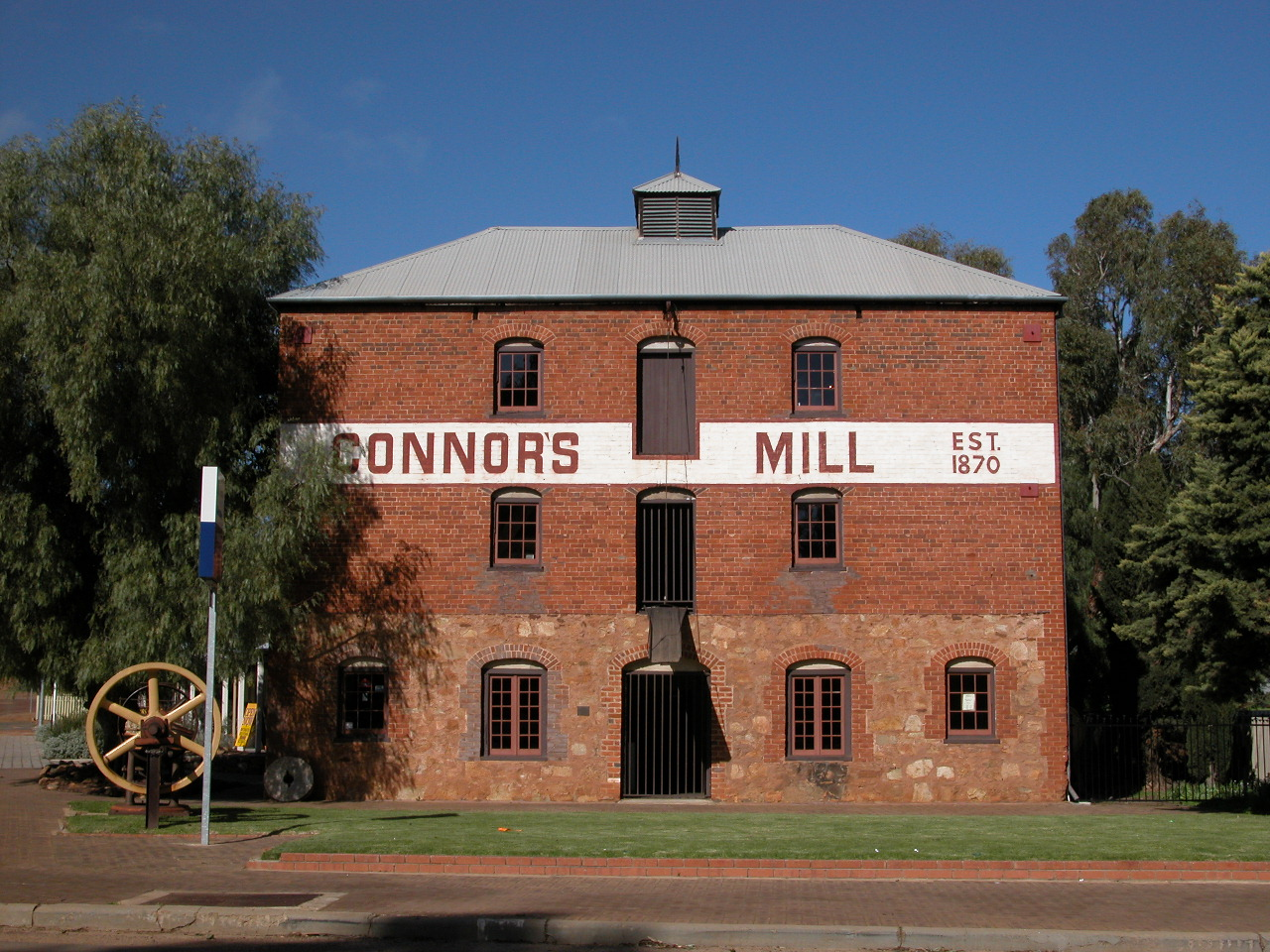
Connors Mill Museum

Aldersyde · Amery · Ardath · Arthur River · Baandee · Babakin · Badgingarra · Badjaling · Bailup · Bakers Hill · Balkuling · Ballaying · Ballidu · Beacon · Beenong · Beermullah · Bejoording · Belka · Bencubbin · Bendering · Benjaberring · Beverley · Bilbarin · Bindi Bindi · Bindoon · Bodallin · Bolgart · Bonnie Rock · Boolading · Booraan · Brookton · Bruce Rock · Bullaring · Bullfinch · Bulyee · Bungulla · Buntine · Burakin · Burracoppin · Cadoux · Calingiri · Campion · Caraban · Carrabin · Cataby · Cervantes · Chandler · Chittering · Clackline · Cold Harbour · Congelin · Coomberdale · Copley · Corrigin · Cowcowing · Crossman · Cuballing · Culbin · Cunderdin · Dalwallinu · Dandaragan · Dangin · Darkan · Dattening · Dongolocking · Doodlakine · Dowerin · Dudinin · Dumbleyung · Duranillin · Dwarda · Ejanding · Elabbin · Erikin · Gabbin · Gingin · Goomalling ·  Grass Valley · Greenhills · Guilderton · Gwambygine · Harrismith · Highbury · Hines Hill · Holt Rock · Hyden · Jelcobine · Jennacubbine · Jennapullin · Jitarning · Jurien Bay · Kalannie · Karlgarin · Kellerberrin · Kondinin · Kondut · Koojan · Koolyanobbing · Koorda · Korbel · Korrelocking · Kukerin · Kulin · Kulja · Kulyaling · Kunjin · Kununoppin · Kweda · Kwelkan · Kwolyin · Lancelin · Lake Brown · Lake Grace · Lake King · Ledge Point · Manmanning · Marvel Loch · Meckering · Meenaar · Merredin · Miling · Minnivale · Mogumber · Mokine · Moodiarrup · Mooliabeenee · Moora · Moorine Rock · Moorumbine · Moulyinning · Mount Hardey · Mount Kokeby · Mount Walker · Muchea · Mukinbudin · Muntadgin · Nalya · Nangeenan · Narembeen · Narrogin · New Norcia · Newdegate · Nilgen · Nokaning · North Bannister · Northam · Nukarni · Nungarin · Pantapin · Piawaning · Piesseville · Pingaring · Pingelly · Pithara · Popanyinning · Quairading · Quindanning · Regans Ford · Seabird · Shackleton · Southern Cross · Spencers Brook · Tammin · Tincurrin · Toodyay · Trayning · Varley · Wagin · Walebing · Walgoolan · Wandering · Wannamal · Watheroo · Welbungin · West Dale · West Toodyay · Westonia · Wialki · Wickepin · Wilbinga · Williams · Wongan Hills · Woodridge · Wubin · Wundowie · Wyalkatchem · Yealering · Yelbeni · Yellowdine · Yilliminning · Yerecoin · York · Yorkrakine · Yornaning · Yoting · Youndegin